# Schlacht bei Biesingen
1792

Porrentruy – Marquain – Quiévrain – Verdun – Thionville – Valmy – Lille – Mainz (1792) – Jemappes
1793

Aldenhoven I – Namur – Neerwinden – Mainz (1793) – Famars – Valenciennes (1793) – Arlon (1793) – Hondschoote – Meribel – Avesnes-le-Sec – Pirmasens – Toulon – Fontenay-le-Comte – Cholet – Lucon – Trouillas – Dünkirchen – Le Quesnoy – Menin I – Wattignies – Weißenburg I – Biesingen – Kaiserslautern I – Weißenburg II
1794

Boulou – Landrecis – Menin II – Mouscron – Martinique – Guadeloupe – Tourcoing – Tournai – Kaiserslautern II – San-Lorenzo de la Muga – 13. Prairial – Fleurus – Kaiserslautern III – Vosges – Aldenhoven II
1795

Cornwallis’ Rückzug – Genua – Groix – Hyeres – Handschuhsheim – Mainz (1795) – Mannheim – Loano
1796

Montenotte – Millesimo – Dego – Mondovì – Lodi – Borghetto – Castiglione – Mantua – Siegburg – Altenkirchen – Wetzlar – Kircheib – Kehl – Kalteiche – Friedberg  – Malsch – Neresheim – Sulzbach – Deining – Amberg – Würzburg – Neufundland – Rovereto – Bassano – Limburg – Biberach I – Emmendingen – Schliengen – Caldiero – Arcole – Irland
1797

Fall von Kehl – Rivoli (1797) – St. Vincent – Diersheim – Santa Cruz – Neuwied – Camperduin
Die Schlacht bei Biesingen war eine militärische Auseinandersetzung im Rahmen des ersten Revolutionskrieges. Am 17. November 1793 standen sich hier die Preußen, geführt von General Friedrich Adolf von Kalckreuth, und die Franzosen, geführt von General Louis-Lazare Hoche, gegenüber. Die Schlacht endete mit einem Sieg der Preußen.

## Die Schlacht
In den Morgenstunden des 17. Novembers war die französische Moselarmee in drei Kolonnen aus ihrem Lager an der Saar aufgebrochen, um die Preußen aus ihren Stellungen zu werfen. Während zwei der Kolonnen auf Tholey und St. Ingbert marschierten, wandte sich die Dritte und zugleich stärkste nach Biesingen. Hier hatte der preußische General Kalkreuth Aufstellung genommen und seine Truppen zwischen Biesingen und Blieskastel aufgestellt. Eröffnet wurde die Schlacht durch heftiges Artilleriefeuer der französischen Kanonen gegen das Zentrum der Preußen auf der Hilscheider Höhe. Zeitgleich hatte eine 800 Mann starke Abteilung der Franzosen die Blies bei Blieskastel überquert, um den Preußen in die rechte Flanke zu fallen. Einer Patrouille war es zu verdanken, dass dieser Versuch des Flankierens scheiterte. Diese hielten so lange stand, bis Verstärkung eingetroffen war und die Franzosen zum Rückzug zwang. Bei einem Versuch, den Preußen auch in ihre linke Flanke zu fallen, war General Lombard durch den Hilscheider Wald vorgerückt. Nach erstem Gewehrfeuer stürzten sich die Preußen und ihre Verbündeten in eine Bajonettattacke. Dabei geriet Lombard samt einigen Offizieren in Gefangenschaft. Ein dritter Angriff der Franzosen folgte auf einen Hügel bei Wolfersheim. Hier drang ein 3000 Mann starkes Kavalleriekontingent auf die preußischen Stellungen ein, und nach zwei gescheiterten Angriffen brachte der dritte einen vorläufigen Erfolg, wobei die Linien durchbrochen und mehrere Kanonen erbeutet wurden. Doch war der Erfolg nur von kurzer Dauer. Die Preußen hatten sich bereits in Linie formiert und unter dem Feuer der Gewehre und den aufgepflanzten Bajonetten mussten sich die Franzosen abermals zurückziehen. Ein letzter Angriff auf den rechten Flügel wurde ebenfalls abgeschlagen, und daher mussten sich die Franzosen am Abend zurückziehen.

## Folgen
General Kalkreuth war es gelungen, an diesem Tag mit seinen nur 7.000 Soldaten den Feind aufzuhalten. Dennoch war er sich seiner Lage bewusst und zog sich am Morgen des 18. Novembers nach Homburg zurück. Dies nahm General Hoche zum Anlass, dem Direktorium in Paris am 19. seinen Sieg zu melden. Die Preußen zogen sich in den folgenden Tagen bis auf die Verteidigungslinien bei Kaiserslautern zurück.